# ターミネーター:サラ・コナー クロニクルズ
『ターミネーター:サラ・コナー クロニクルズ』（Terminator: The Sarah Connor Chronicles、TSCC）は、ワーナー・ブラザース・テレビジョン制作による、アメリカ合衆国のテレビドラマ。
本作のストーリーは、1999年（『ターミネーター2』の5年後）に始まるが、主な舞台はタイムスリップ後の2007年である。本作品では、『ターミネーター』と『ターミネーター2』で描かれていたスカイネット（機械、サイボーグ）対ヒューマン・レジスタンス（人類）という図式に加え、新たにサイボーグ・レジスタンスも登場している。前作のT-800は登場せず、骨格が酷似したT-888が多数登場する。また、コナー親子を守るため新型の少女型ターミネーター（TOK715）も登場する。
なお、本作は『ターミネーター2』以降の映画作品とは全く繋がりのない別の時間軸のストーリーである。アメリカ合衆国第34回サターン賞TVシリーズ部門を受賞したが、視聴率の低下のために本作は途中で制作打切りになっており、ストーリーが完結していない。

## あらすじ
本作は全人類を救う救世主となるべく生まれた息子ジョンを厳しく育てながらも全力で彼の命を守る母親サラ・コナーの物語である。
本作は映画・ターミネーター1および2の設定に準じており、世界観と人物設定が引き継がれている。
映画・ターミネーター（1作目）では、サラ・コナーはターミネーターとの激しい戦いのさなか未来の抵抗軍兵士カイル・リースとの間に息子ジョンをもうけた。親殺しのパラドックスの逆で、未来のジョン自身が父親となるカイルを過去に送ったことになる。『審判の日』『救世主』など、旧約聖書および新約聖書のエッセンスが引き継がれており、本作はT3以降のシリーズよりも色が強めで、それを知ったうえで鑑賞すると世界観の理解が深まる。T1、T2の続編として必要な要素である。ちなみにジョン・コナーのイニシャルはJ.C.であり磔のキリスト、ジーザス・クライストと共通するのはキリスト教圏の視聴者にとってはわかりやすい。当然ながらフィクションだと理解した上での話で、いわゆる『聖書にかけている』ということである。
ターミネーター2では、1作目から月日が経ち、サラは未来からジョンを守るために送り込まれたサイボーグ（T-800）とともに未来戦争の元凶であるサイバーダイン社の軍事システム「スカイネット」の研究データを破壊した。（「ターミネーターシリーズ」参照）。未来で人類滅亡を企てるAI、スカイネットを生み出す元となる研究データごとサイバーダイン社を爆破し、追手である液体金属ターミネーターT-1000を溶鉱炉で溶かしつくし、さらに1作目の追手T-800の腕とチップ、そして『2』での守護者T-800も自身を溶鉱炉で処分しするよう提案しスカイネットの誕生を阻止することで物語は完結した。
本作では映画ターミネーター2の舞台の1994年から5年後、1999年から物語が始まる。未来は変わっておらず、スカイネットは未来から現代へ次々とT-888（略称トリプル・エイト）を送り込み、人類抹殺を企てる。サラはカイルから抵抗軍の指導者として立ち上がるのが息子ジョン・コナーであることを知らされていた。ジョンはまだ自分の将来の使命を自覚しておらず、危機を正しく認識していなかった。一方、母親のサラはジョンの生まれる前から自分たちを狙う未来からの刺客と戦ってきたことから息子の使命を理解しており、ジョンをリーダーとして守り育てる。そこへ未来のジョンから二人を護衛するための少女型ターミネーター（キャメロン・フィリップス：TOK715）が送り込まれ、現代や未来からの刺客との闘いの日々が始まる。ファースト・シーズン第2話以降は舞台を2007年に移し、当時の視聴者に馴染みのある世界観となった。
ファースト・シーズンでは、サラ・コナー、息子ジョン、守護者キャメロン（TOK715）、サラの元婚約者チャーリー、抹殺者クロマティ（T-888）、ジョンの伯父デレク・リース、FBI捜査官エリソンらが主な登場人物となる。また、ジョン抹殺の使命とは別に様々な任務を帯びたT-888ら複数が未来から送り込まれている。
セカンド・シーズンでは未来から更なる協力者や刺客が送り込まれ、人工知能も新たな勢力が現れるなど、試練の連続となっていく。サラ達やスカイネットとは別に第3の勢力としてゼイラ社のキャサリン・ウィーバー（T-1001）が暗躍する。ジョンら人類抵抗軍ともスカイネットとも協力関係に無く謎が多い。第4の勢力ともいえるのがジェシーとライリーの二人。未来のジョンの側近でもあったキャメロンを現代にさかのぼってまで引き裂くのが目的である。その目的が明るみに出るまでは物語の後編を待つこととなる。
シリーズを通して、母、サラ・コナーの苦悩、15歳の息子ジョンの救世主となるべく成長する過程、キャメロンのもう一つの目的や第3勢力キャサリン・ウィーバーの暗躍などSF、そしてドラマとしてターミネーター2の続きを描く。

## 登場人物
主人公と仲間たち / FBI / 人類抵抗軍 / スカイネット / ゼイラ社 / マイルズとその血縁者 / Campo de Cahuenga High School / その他

### 主人公と仲間たち
サラ・コナー
演 - レナ・ヘディ、日本語吹替 - 五十嵐麗
登場：ファースト・シーズン第1話 -
ジョン・コナーの母親であり、ジョンのティーチャー、プロテクターでもある。『ターミネーター2』にてサラたちに協力して絶命したダイソン殺害の冤罪により、FBIに追われる日々を送っていた。しかし再び現れたターミネーターにより、まだ闘いは終わっていないことを知る。タイムスリップした2007年で、キャメロンから自分が2005年に癌（『ターミネーター3』では白血病で既に亡くなっている）で死ぬ運命を8年飛び越したことを聞かされる。迫りくる病魔とターミネーター、FBIという3つの敵と闘っていく。
カルロスから偽造IDを買うまでは「サラ・リース」、買ってからは「サラ・バウム」を名乗る。
ジョン・コナー
演 - トーマス・デッカー / John DeVito（子供時代）、日本語吹替 - 武藤正史
登場：ファースト・シーズン第1話 -
未来からやって来た抵抗軍の兵士カイル・リースとサラとの間に生を受けた運命の少年。日々未来から来るターミネーターに命を狙われ続けており、自らがスカイネットと死闘を繰り広げる人類抵抗軍のリーダーとなる未来に苦悩する。
セカンド・シーズン最終話にて、T-1001と共に未来へ跳び、アリソンとカイルおよび未来から現代に跳ぶ前のデレクと出会う。
カルロスから偽造IDを買うまでは「ジョン・リース」、買ってからは「ジョン・バウム」を名乗る。
キャメロン・フィリップス （TOK715）
演 - サマー・グロー、日本語吹替 - 小林沙苗
登場：ファースト・シーズン第1話 -
少女の姿をしたリプログラムド（再プログラム）・ターミネーター、TOK715。2027年の未来からコナー親子を守るため、未来のジョンにより送り込まれた。女子高生として登場し、後にジョンの妹として振舞う。彼女なりに「人間らしさ」について研究しており、バレエを踊るなど繊細な面も持っている。また、他の機種と違って飲食する描写がある。キャメロンは未来では常にジョンの側にいた重要なパートナーで、未来のジョンはキャメロンとしか話をしなかった。
ファースト・シーズン第9話のラストで車の爆発に巻き込まれ、その時のショックでリプログラム前のプログラムが再起動し、セカンド・シーズンのスタートからジョン達を襲うようになってしまう。この後に元に戻るが嫉妬のような人間的な感情もみせるようになる。
最終話にて、自分のチップをジョン・ヘンリーへ渡した。地下室の画面には「I'M SORRY JOHN」という不可解なメッセージが表示されていた。
なお、本作の放送開始後、サマー・グローの眉部分の痣（ほくろ）に関して「ターミネーターなのに不自然」との指摘が局への電話やインターネットの書き込みで増え始め、これを受けた制作サイドは矛盾を解消するため、アリソン・ヤングなる人物を登場させ、「キャメロンの外見はアリソンの容姿を忠実に再現して作られた」とするバックストーリー（セカンド・シーズン第4話）を盛り込み、キャメロンに「髪を再現するのに苦労した」と言わせることによって、ターミネーターに痣（ほくろ）がある理由を示唆している。
カルロスから偽造IDを買ってからは「キャメロン・バウム」を名乗り、ジョンの妹として行動する。
デレク・リース
演 - ブライアン・オースティン・グリーン / ライアン・ケリー（子供時代）、日本語吹替 - 奥田啓人
登場：ファースト・シーズン第5話 -
カイル・リースの8つ上の兄で、ジョンの伯父。未来のジョンにより送り込まれた抵抗軍の兵士であり指揮官でもある。人類を救う救世主となる存在であり、弟の忘れ形見である甥ジョンを守るために命を賭ける。第8話にてヴィック(T-888)に撃たれ重傷を負ってしまい、生死を彷徨うがチャーリーによる懸命な処置により一命を取り留める。生粋の兵士であり、必要ならば人を殺すことも厭わぬ強硬派で、当初はサラたちと衝突が相次いだ。胸に平仮名で「みどり」とタトゥーを入れている。未来世界にジェシーという名のオーストラリア人の恋人がいる。
ジョンたちはカイルについて亡くなったこと以外黙っていたが、ファースト・シーズンのラストでジョンの容姿などから彼がカイルの息子だと気づいたことを明かす。
セカンド・シーズン第21話（通算第30話）で、水配達員（T-888）によりあっけなく射殺された。彼の時間軸ではここで死亡。最終話で未来に跳んだジョンと出会うが、デレクを筆頭に誰もジョンのことを知らなかった。彼らにとってはまだ救世主ジョン・コナー率いる人類抵抗軍の結成前であり、この出会いがその始まりだったからである。

### FBI
ジェームズ・エリソン
演 - リチャード・T・ジョーンズ、日本語吹替 - 乃村健次
登場：ファースト・シーズン第1話 -
サラを殺人犯として追うFBI捜査官。聖書を読み信仰に深く傾倒している。サラたちの戦闘の遺留品を見て自分の知らない“何か”があると不審を抱き始め、殺されかけたところを間一髪でサラに救われ、スカイネットの人類抹殺に抵抗する戦士たちが死闘を繰り広げる衝撃の未来を聞かされ戸惑いながらも少しずつ信じ始める。ファースト・シーズンのラストでクロマティがケスターという名の捜査官を名乗り、チャーリーのもとを訪れたことを知る。また同話でクロマティに対しFBIの部隊を突入させるも、20名が返り討ちにあうが何故か自身は殺害されずにすんだ。クロマティはその後、エリソンを「コナーへの糸口だ」（セカンド・シーズン第7話）と言いほかのターミネーターから助けていることから、理由があっての見逃しと考えられる。メキシコにてクロマティに追われるジョン・コナー一行と合流、味方になる形でクロマティの最期に立ち会った。その後、埋められたクロマティのボディを密かに掘り起しキャサリンに引き渡した。
セカンド・シーズンでFBIを離れ、ジョン・ヘンリーの教育係としてゼイラ社に勤めながら独自の調査を進める。

グレタ・シンプソン
演 - キャサリン・デント、日本語吹替 -
登場：ファースト・シーズン第3話・第4話・第9話
FBI捜査官。ジェームズ・エリソンの同僚。ファースト・シーズン第9話でエリソンとともにFBIチームでFBI捜査官を名乗っているクロマティの立ち入り捜索に向かうが、20名の部隊員とともに殺害されてしまう。
デビッドソン
演 - アンディ・アンバーガー、日本語吹替 -
登場：ファースト・シーズン第4話
FBI捜査官。ジェームズ・エリソンの上司。
スチュワート
演 - リー・トンプソン・ヤング、日本語吹替 -
登場：ファースト・シーズン第4話
FBI捜査官。
カレン
演 - Ramona DuBarry、日本語吹替 -
登場：ファースト・シーズン第9話
ジェームズ・エリソンにケスター捜査官（クロマティ）の事を聞かれる。
サック・フェデリッチ
演 - ロジャー・グーンヴァー・スミス、日本語吹替 -
登場：セカンド・シーズン第1話
クロマティを襲撃して一人生き残ったジェームズ・エリソンに書いてもらった報告書を読む。FBI本部でジェームズにジョージ・ラズロ（クロマティ）について質問する。
ノーガード
演 - サンドラ・パープロ、日本語吹替 -
登場：セカンド・シーズン第1話
クロマティを襲撃して一人生き残ったジェームズ・エリソンに、本部に戻って報告書を書いてほしいと伝える。
ライラ・エリソン
演 - フェイ・ウルフ、日本語吹替 -
登場：セカンド・シーズン第4話・第7話
FBI女性エージェント。ジェームズ・エリソンの元妻。離婚後もエリソンを名乗っている。セカンド・シーズン第7話でジェームズが車の中からライラと別れるまで住んでいた自宅を見ているのに気付き、声をかける。
ボルドウィン
演 - John Kelly、日本語吹替 -
登場：セカンド・シーズン第9話
ネットワークシステムに不正アクセスした現代のチャールズ・フィッシャーを連行する。

### 人類抵抗軍
カイル・リース
演 - ジョナサン・ジャクソン / スカイラー・ギソンド（子供時代）、日本語吹替 - 内田夕夜
登場：ファースト・シーズン第6話 / セカンド・シーズン第5話・第14話・第22話
2029年ではジョンが指揮する抵抗軍の兵士でありデレクの弟。『1』でサラを守る任務で1984年にタイムスリップ、T-800との激戦の中力尽きて死亡したが、その間にサラと愛し合いジョンの父親となった。
アリソン・ヤング
演 - サマー・グロー、日本語吹替 - 小林沙苗
登場：セカンド・シーズン第4話・第22話
2007年7月22日生まれ。パームデール出身。キャメロンの外見モデルとなった人物。父は建築技師、母クレアは音楽教師。両親と妹と四人で平穏に暮らしていたある日、「審判の日」が訪れて家族は死亡、アリソンだけが生き残った。家族を奪われた痛みから、後に抵抗軍に加わるが、敵に捕獲され抵抗軍の内部情報を吐かされた。2007年の母親クレア・ヤングが登場するシーンではアリソンはまだ母親の胎内にいる。尚、抵抗軍への潜入作戦のためアリソン自身の人格と記憶がキャメロンにインプットされていて、チップのトラブルでキャメロンがアリソンとして機能したことがある。
ジェシー・フローレス
演 - ステファニー・ジェイコブセン、日本語吹替 -
登場：セカンド・シーズン第6話 - 第19話
未来から来た抵抗軍の兵士でデレクの恋人。オーストラリア出身で強制収容所に捕縛された過去は無いため腕に囚人バーコードもない。副艦長として元アメリカ軍所有の原子力潜水艦ジミー・カーターに乗り組み、オーストラリアとカルフォルニア州セラノ岬との間を行き来していた。当初はリプログラムされたマシンを信頼していたが、任務遂行中のトラブルからマシンを憎むようになり、さらには人間よりもマシンを身近に置くジョン・コナーをも信頼できなくなった。それにより独自に過去のコナーを変えようと目論む。
ライリー・ドーソン
演 - レヴェン・ランビン、日本語吹替 - 林真里花
登場：セカンド・シーズン第2話 - 第18話
ジョンの高校の同級生で、ジョンの恋人になる。
未来からジェシーと一緒に、未来のジョンには秘密で送られた。ジェシーの命令によりジョンと交際するようになる。ジョンからキャメロンを引き離すためであったが、ライリーはキャメロンがマシンであることを最初は知らなかった。セカンド・シーズン第17話でジェシーの狙いが二人を引き離すためにキャメロンに自分を殺させることだと気付く。そしてジェシーの部屋に乗り込んでいき、ジェシーと格闘するが射殺されてしまう。
アンディ・グード
演 - ブレンダン・ハインズ、日本語吹替 -
登場：ファースト・シーズン第3話・第5話・第6話
携帯電話のセールスマン。サラと親密になる。かつてマイルズ・ダイソンの下に研修に来ており、自宅で画期的なAIマシン「ターク」を開発していた。デレクが経験した未来ではビリー・ウィッシャーと名を変えて人類抵抗軍の兵士となっており、デレクと同じ隊に所属する戦友であり、親友だった。タイムスリップしたデレクに殺害されることで、デレクとジェシーの未来が狂ってしまう。
ティムズ
演 - エドアルド・バレリーニ、日本語吹替 -
登場：ファースト・シーズン第2話・第6話・第8話
未来からデレクと一緒にやってきた4人組の一人。アジトに乗り込んできたヴィック・チェンバレン（T-888）に射殺される。
セイルズ
演 - ジョナサン・サドウスキー、日本語吹替 -
登場：ファースト・シーズン第2話・第6話・第8話
未来からデレクと一緒にやってきた4人組の一人。バーバラ・チェンバレンを尾行していたが、ヴィック・チェンバレン（T-888）にバレてアジトに乗り込まれ射殺される。
サムナー
演 - アンドレ・ロヨ、日本語吹替 -
登場：ファースト・シーズン第6話・第8話
未来からデレクと一緒にやってきた4人組の一人。アジトに乗り込んできたヴィック・チェンバレン（T-888）に射殺される。
ペリー
演 - ピーター・メンサー、日本語吹替 -
登場：ファースト・シーズン第6話 / セカンド・シーズン第12話
将軍。『T-1』では名前のみ登場。
ウェルズ
演 - ザック・ウォード、日本語吹替 -
登場：セカンド・シーズン第2話
未来から送られてきた男。2007年にタイムスリップした際負傷する。サラたちの家に来て「セラノ岬、2日後、グリーンウェイを止めろ」という言葉を残し息を引き取る。
マーティン・ベデル
演 - ウィル・ロスハー、日本語吹替 -
登場：セカンド・シーズン第5話
未来で機械軍に捕らわれたジョンを救出することになる「P・アルト 陸軍幼年学校」の学生。そのため彼の抹殺を目的とするターミネーターが未来から送られてきた。同姓同名の人物が他に2人登場し、いずれもターミネーターに襲われうち1人は抹殺される。マシンの存在を知った上で未来に備え自分を鍛えていくことになる数少ない存在。
クイーグ（T-888）
演 - チャド・コールマン、日本語吹替 -
登場：セカンド・シーズン第18話・第19話
2027年の原子力潜水艦、ジミー・カーター号の艦長。ターミネーターらしい無機質な風貌だが、ジェシーいわく「いいやつ」。
軽い反乱を起こしたディーツを躊躇なく殺害したことで不信感を持ったジェシーに解任要求を突きつけられるも従わなかった為、ジェシーによって頭部に向けてプラズマライフルを発射され破壊された。
ディーツ
演 - テオ・ロッシ、日本語吹替 -
登場：セカンド・シーズン第18話・第19話
2027年の原子力潜水艦、ジミー・カーター号の乗組員。積荷を巡るトラブルでジェシーとぶつかり軽い反乱を起こすが、現場に現れたクイーグによって殺害される。
ヘイズ
演 - クリス・エリス、日本語吹替 -
登場：セカンド・シーズン第18話・第19話
2027年の原子力潜水艦、ジミー・カーター号の乗組員。
クリストファー・ガービン
演 - ユーリ・ローエンタール、日本語吹替 -
登場：セカンド・シーズン第18話・第19話
2027年の原子力潜水艦、ジミー・カーター号の乗組員。
グッドナウ
演 - Erin Fleming、日本語吹替 -
登場：セカンド・シーズン第18話・第19話
2027年の原子力潜水艦、ジミー・カーター号の乗組員。
ブレイク
演 - Krishna Cole、日本語吹替 -
登場：セカンド・シーズン第18話・第19話
2027年の原子力潜水艦、ジミー・カーター号の乗組員。

### スカイネット
クロマティ（T-888）（ジョン・コナー抹殺ミッション）
演 - オーウェン・イオマン（整形前） / ギャレット・ディラハント（整形後）、日本語吹替 - 桐本琢也
登場：ファースト・シーズン第1話 - セカンド・シーズン第8話
スカイネットが送ってきた刺客。教師として学校に現れジョンを襲うも、キャメロンに阻まれる。その後、サラたちと共に1999年から2007年にタイムスリップする。その際のサラの攻撃で爆発四散し人工皮膚も全て失ってしまうが、分離した頭部が再起動し自動修復機能で再びボディを構成する。その後研究者や医師を利用した人工皮膚再生と美容整形手術により顔を変え、二流俳優ラズロの顔でFBI捜査官ケスターと名乗り、しつこくサラたちを追い続ける。ラズロ宅を拠点としていたが、遂にFBI当局から立ち入り捜査が行われ、20名もの武装した隊員がラズロ宅に突入してくるも、返り討ちにする。
事件から行方をくらませていたが、ジョンへの追跡は続いており、追跡の過程で出会ったニコラスからサラたちの自宅を聞き出し、サラを拉致する。セカンド・シーズン第8話でデレク、キャメロンらの手により遂に（不完全ながら）破壊され、焼却処分の準備が整うまで一時的に地中に埋められた。チップはその場で取り出しサラが破壊したため、クロマティの長きにわたるジョン抹殺ミッションは失敗に終わった。チップを失い機能しなくなったこのボディは、密かにエリソンが掘り起こしキャサリンに引き渡してしまう。受け取ったキャサリンは技術者に修復を命じ、ゼイラ社のプロジェクト・バビロンとして開発した、意思を持つAIコンピュータ「ジョン・ヘンリー」のインターフェイスとして転用される。
ジョン・ヘンリーの兄弟
ジョン・ヘンリーに対してハッキングを仕掛けた人工知能。マイルズ・ダイソンが生前に開発したコードが含まれていて、ジョン・ヘンリーにとって兄弟のような存在。カリバグループに指示を出している。
カーター（型式不明）
演 - ブライアン・ブルーム、日本語吹替 -
登場：ファースト・シーズン第4話
コルタンを盗んだメンバーのボス。コルタンを盗んだ後は部下を全員抹殺した。正体はターミネーターだが、T-888とは別の機体らしくキャメロン曰く「骨格がクロマティ(T-888)より小さい」とのこと。正式な型番は不明。
ヴィック・チェンバレン（T-888）（ジェシカ・ペック抹殺ミッション）
演 - マット・マッコーム、日本語吹替 -
登場：ファースト・シーズン第5話・第6話・第8話
デレクを追いかけているT-888。本物のヴィック・チェンバレンと入れ替わり、妻のバーバラと夫婦生活をしている。バーバラのプロジェクトに反対する「ジェシカ・ペック」を抹殺した（第8話）。アンディ・クード殺害の容疑で囚人となったデレクを抹殺するため自身も囚人となり留置場に潜入する。その後留置場を脱走し、移送途中のデレクを襲撃するがサラとキャメロンによって抵抗を受ける。キャメロンと格闘の最中、デレクに発砲し重傷を負わせる。その後、キャメロンに押さえつけられ頭部のチップを抜かれてしまい機能停止する。戦いのあと、ジョンによりチップの解析が行われたが、その過程で再起動してしまう。そしてネット回線に接続し逃げようとするも、間一髪のところでジョンとキャメロンによって阻止された。
T-888（抵抗軍マーティン・べデル抹殺ミッション）
演 - パトリック・キルパトリック、日本語吹替 -
登場：セカンド・シーズン第5話
2007年にタイムスリップしてきたターミネーター。未来でジョンと一緒に抵抗軍を作ったマーティン・ベデルを未熟なうちに抹殺するためやってきた。ロサンゼルスにはマーティン・ベデルが3人いるため、最初に中年のマーティン・ベデルを殺害する。次は少年のマーティン・ベデルを殺害しようとするが、サラとキャメロンにより阻止される。最後に「P・アルト 陸軍幼年学校」のマーティン・ベデルを殺害しようとするが、デレクとジョンによる実地訓練と称したトラップにより破壊され、最後は焼却処分された。
ロージー（型式不明）（ボイド・シャーマン抹殺ミッション）
演 - ボニー・モーガン、日本語吹替 -
登場：セカンド・シーズン第6話
ボイド・シャーマンを抹殺するため未来から送り込まれたターミネーター。キャメロンとエレベーター内で格闘するも、四股をありえない方向へ曲げられた挙句、首を拗られ機能停止した。その後キャメロンによってチップを抜かれたが、人類抵抗軍によるリプログラム防止のためのトラップによってチップは発火してしまい、彼女が過去に送られた真の目的は不明のままとなる。
チャールズ・フィッシャー
演 - リチャード・シフ（未来人） / アダム・ブッシュ（現代人）、日本語吹替 -
登場：セカンド・シーズン第9話
スカイネット側に組する人間で未来から来た。現代に居る若いフィッシャーは「SRF」に勤務して耐震補強の仕事をしている。ジェシーが経験した未来では捕らわれたデレクを拷問したという。
ジェシーがショッピング・モールで、未来から来たフィッシャーを見つけ監禁する。デレクも呼んで現代に来た理由をはかせようとするが、自分は時計の修理人「ポール・スチュアート」だと誤魔化すので、ジェシーが現代に居る若いフィッシャーを連れてくる。デレクによる拷問の過程で、ジェシーにより殺害された。その後、若いフィッシャーは解放されたが、ネットワークシステムに不正アクセスした理由でFBIに連行され刑務所に入れられた。不正アクセスしたのは虹彩認証でビルに侵入した未来から来たフィッシャーだった。
マイロン・スターク（T-888）（マーク・ワイマン州知事抹殺ミッション）
演 - トッド・スタシュウィック、日本語吹替 -
登場：セカンド・シーズン第11話
1920年12月31日に禁酒法時代の酒場にタイムスリップしたT-888。何らかのトラブルで目的の時代より過去に跳んだようで、星の動きから年代を割り出すシーンがある。銀行強盗をして集めた金を元手に、不動産会社社長になる。2010年12月31日に、マーク・ワイマン州知事を抹殺するため「ピコ・タワー」の壁の中で待機しているが、キャメロンに発見される。キャメロンとの格闘中に落下してきたエレベーターに挟まれ機能停止した。
水配達員（T-888）（サバンナ・ウィーバー抹殺ミッション）
演 - ジェフリー・ピアース、日本語吹替 -
登場：セカンド・シーズン第21話・第22話
水配達員を装いサバンナを抹殺しようとするが失敗に終わる。その後ゼイラ社に襲撃を仕掛けるもキャサリン・ウィーバー（T-1001）によって阻止され機能停止する。

### ゼイラ社
キャサリン・ウィーバー（T-1001）
演 - シャーリー・マンソン（ガービッジ）、日本語吹替 - 日野由利加
登場：セカンド・シーズン第1話 -
社長、キャサリン・ウィーバーに成り代わっている女性型の液体金属ターミネーター。幼い一人娘のサバンナがいる（本物のキャサリン・ウィーバーの娘である）。ジョン・ヘンリーの開発を指揮する。サイボーグレジスタンスの中心的存在。
セカンド・シーズン第1話でAIマシン「ターク」を手に入れ、各分野の専門家を集めた新チーム「バビロン」を立ち上げる。
セカンド・シーズンのスタート冒頭の歌は、歌手が本業であるこのシャーリー・マンソンが歌っている。
サバンナ・ウィーバー
演 - マッケンジー・ブルック・スミス、日本語吹替 -
登場：セカンド・シーズン第4話 -
本物のキャサリンの娘。人間味のなくなった母 (T-1001) を怖がっている。エリソンと共にジョン・ヘンリーの話相手になる。
ジョン・ヘンリー（T-888クロマティのボディを転用）
演 - ギャレット・ディラハント、日本語吹替 -
登場：セカンド・シーズン第13話 -
「ターク」を元にしてゼイラ社で開発されたAIマシン「バビロン」の高度なコンピュータ意識プログラム。機械に打ち勝ったジョン・ヘンリーに因んで命名された。後にバビロンにインターフェイスとしてT-888を接続することになる。知識を増やし学習や経験を重ねるに連れ、やがて第3勢力（サイボーグレジスタンス）の中核を担う存在となる。
マット・マーチ
演 - Shane Edelman、日本語吹替 -
登場：セカンド・シーズン第1話・第6話・第10話・第15話・第20話・第22話
幹部。
ジャスティン・タック
演 - マーカス・チェイト、日本語吹替 -
登場：セカンド・シーズン第1話
幹部。AI部所属。新チーム「バビロン」を立ち上げたキャサリンに反発した結果、トイレでキャサリンに殺害される。
ラクラン・ウィーバー
演 - デレク・リデル、日本語吹替 -
登場：セカンド・シーズン第6話
キャサリンの亡くなった夫。
ヴィクトリア
演 - キット・ポンゲッティ、日本語吹替 -
登場：セカンド・シーズン第6話
キャサリンの秘書。

### マイルズとその血縁者
マイルズ・ダイソン
演 - フィル・モリス、日本語吹替 -
登場：ファースト・シーズン第1話・第3話 / セカンド・シーズン第20話
サイバーダイン社の技術者。
タリッサ・ダイソン
演 - シャーレイン・ウッダード、日本語吹替 -
登場：ファースト・シーズン第1話・第3話
『2』で死亡したスカイネットの開発者マイルズ・ダイソンの妻。
ダニー・ダイソン
演 - ショーン・プリンス、日本語吹替 -
登場：ファースト・シーズン第1話
マイルズ・ダイソンの息子。行方不明になる。

### Campo de Cahuenga High School
ジョンとキャメロンが通う高校。
シェリル・ウェストン
演 - クリスティーナ・アプガー、日本語吹替 -
登場：ファースト・シーズン第3話・第5話・第8話
生徒。科学の授業でジョンと一緒のクラス。
フラニー
演 - フロリアナ・リマ、日本語吹替 -
登場：ファースト・シーズン第3話
生徒。
ジョーダン・コーワン
演 - アレッサンドラ・トレサーニ、日本語吹替 -
登場：ファースト・シーズン第3話
生徒。屋上から飛び降り自殺する。
ビアンチ
演 - Keith Pillow、日本語吹替 -
登場：ファースト・シーズン第3話・第9話
科学教師。
ジョーイ
演 - ティヤ・シルカー、日本語吹替 -
登場：ファースト・シーズン第3話
生徒。
ハリス
演 - ニール・ホプキンス、日本語吹替 -
登場：ファースト・シーズン第5話
教師。
モリス
演 - Luis Chávez、日本語吹替 -
登場：ファースト・シーズン第5話・第8話・第9話
生徒。スペイン語を話せる。
ボボ
演 - Josue Aguirre、日本語吹替 -
登場：ファースト・シーズン第5話
生徒。スペイン語を話せる。モリスに嫌がらせをする。
ダグ
演 - Allen Evangelista、日本語吹替 -
登場：ファースト・シーズン第8話
生徒。先週クスリを押さえられて謹慎中。今は学校の手伝いをしている。キャメロンにジョン宛の呼び出し票を渡す。

### その他
チャーリー・ディクソン
演 - ディーン・ウィンタース、日本語吹替 - 咲野俊介
登場：ファースト・シーズン第1話・第2話・第5話・第6話・第9話 / セカンド・シーズン第1話 - 第3話・第20話
サラの元婚約者。ファースト・シーズンの第1話（1999年）では独身だったが、第2話（2007年）からは妻がおり、おそらく1999年から2007年の間に結婚したと思われる。サラやジョンへの想いは捨てておらず、情報の提供や瀕死のデレクの救命などの協力をする。
セカンド・シーズン第21話にて、サラにより死亡が確認された。
ミシェル・ディクソン
演 - ソーニャ・ヴァルゲル、日本語吹替 -
登場：ファースト・シーズン第1話・第2話・第5話 / セカンド・シーズン第2話・第3話
チャーリーの妻。
ケイシー・コービン
演 - ビジー・フィリップス、日本語吹替 -
登場：セカンド・シーズン第2話 - 第4話・第7話・第18話
コナー家の隣人で妊婦。お腹の子の父親はトレバー。サラたちは以前住んでいた家がサーキシアンのせいで火災にあい引っ越してきた。
リッジ
演 - ニック・ウェクスラー、日本語吹替 -
登場：ファースト・シーズン第1話
保安官。ニューメキシコ州のレッド・バレー空港に到着したジェームズ・エリソンの案内役を命じられた。
エンリケ・サルセダ
演 - トニー・アメンドーラ、日本語吹替 - 岩崎ひろし
登場：ファースト・シーズン第2話
『2』に登場。2007年では裏稼業を既に引退しており、甥のカルロスが跡を継いでいる。
カルロスから偽造IDを買ったサラは、カルロスが仲間との会話でエンリケの事を「ラタ＝密告者」と話しているのを聞き問い詰めに行く。サラに銃を突きつけられ、自分は密告者ではないと言うがキャメロンに射殺されてしまう。エピソードのラストでジェームズ・エリソンの携帯の留守電に情報を流そうとしていたことがわかる。
カルロス
演 - ジェシー・ガルシア、日本語吹替 -
登場：ファースト・シーズン第2話・第3話・第9話
エンリケの甥。サラに頼まれ偽造IDを売る。1999年から2007年にタイムスリップしたことによりサラは9.11を知らなかったが、それを嘲笑しながらも説明する。
コーラ
演 - Sabrina Perez、日本語吹替 -
登場：ファースト・シーズン第2話・第3話・第9話 / セカンド・シーズン第22話
カルロスの仲間。セカンド・シーズン第22話では、警察に捕まったサラに頼まれてジョンに偽造パスポートを持ってくる。
ジョージ・ラズロ
演 - ギャレット・ディラハント、日本語吹替 -
登場：ファースト・シーズン第4話
クロマティが整形手術で顔を変える際、T-888に近い骨格に目をつけられ外見モデルに選ばれた不運な人物。売れない俳優をやっていたがクロマティに身分を奪われ殺害される。また後にクロマティがFBIの武装した隊員20名を血祭りにあげた事により、その惨劇がラズロの犯行としてニュースで報道された。
マイク
演 - Mark Adair-Rios、日本語吹替 -
登場：ファースト・シーズン第4話
コルタンを盗んだメンバーの一人。待機モードのカーターを起動させ殺害される。
ドロレス
演 - Linda Shing、日本語吹替 -
登場：ファースト・シーズン第4話
DNA検査員。検査のためジョージ・ラズロから血液を抜く。
デビッド・ライマン
演 - Sean Smith、日本語吹替 -
登場：ファースト・シーズン第4話
形成外科医。クロマティの整形手術をする。
ディミートリ・シバコフ
演 - マーク・イヴァニール、日本語吹替 -
登場：ファースト・シーズン第5話・第7話
アンディ・グードのパートナー。マリアの兄。AIマシン「ターク」を盗み出すため、チェス大会でわざと負けるように仕向ける。タークを盗みだしたのは2万ドルの報酬を貰うためだった。
ピーター・シルバーマン医師
演 - ブルース・デイヴィソン、日本語吹替 - 金子由之
登場：ファースト・シーズン第7話
『1』『2』『3』にも登場していたサラを精神鑑定した医師。引退し田舎で余生を過ごしていたが、サラを追うエリソンの訪問を受ける。過去のトラウマから急に訪ねてきたエリソンをターミネーターと誤認し、自宅に監禁する。
マリア
演 - アンジェラ・ゴッツ、日本語吹替 -
登場：ファースト・シーズン第7話
ディミートリの妹。バレエ教師。ディミートリは借金をしてマリアをアメリカに連れてきた。
バーバラ・チェンバレン
演 - Karina Logue、日本語吹替 -
登場：ファースト・シーズン第8話
ヴィック・チェンバレンの妻。ロサンゼルス市政担当官。ARTIE（自動リアルタイム交通情報交換システム）プロジェクトの担当者。
夫のヴィックがT-888と入れ替わったことを知らずに夫婦生活をしている。第8話「チップの記憶」終盤にてヴィック(T-888)により殺害されていたことが明らかとなっている。
ケンドー
演 - アキー・コタベ、日本語吹替 -
登場：ファースト・シーズン第8話
ジョンにデュアルコアプロセッサと最新のオーバークロックメモリを売る。
エリック・カールソン
演 - Tony Wilde、日本語吹替 -
登場：ファースト・シーズン第8話
クロマティにジョン・コナーか確認された。
サーキシアン
演 - ジェームズ・アーバニアク、日本語吹替 -
登場：ファースト・シーズン第9話 / セカンド・シーズン第1話
カフェのマネージャー。偽者のサーキシアンを使いサラと取り引きさせた。ファースト・シーズン第9話のラストで車に爆発物を仕込み、車のエンジンをかけたキャメロンが爆発に巻き込まれた。その後、コナー宅に襲撃しサラとジョンに対し暴行を行うが、サラにより殺害される。
偽者のサーキシアン
演 - クレイグ・フェアブラス、日本語吹替 -
登場：ファースト・シーズン第9話
サーキシアンを名乗って、サラにAIマシン「ターク」を売ろうとした男。デレクにより殺害される。
アーマンド・ボニヤ
演 - カルロス・サンス、日本語吹替 -
登場：セカンド・シーズン第1話・第22話
チップの不具合により暴走するキャメロンからサラたちを教会へ匿う。神父。
ウォルシュ
演 - マックス・パーリック、日本語吹替 -
登場：セカンド・シーズン第1話・第15話
キャサリンに雇われた探偵。キャサリンの依頼でサーキシアンからAIマシン「ターク」を30万ドルで買う（セカンド・シーズン第1話）。セカンド・シーズン第15話でジョージ・マッカーシーに殺害される。
カール・グリーンウェイ
演 - ポール・シュルツ、日本語吹替 -
登場：セカンド・シーズン第2話
セラノ岬の原発で働くエンジニア。成り代わろうとするT-888に殺害される。
ネルソン
演 - ディーン・ノリス、日本語吹替 -
登場：セカンド・シーズン第2話・第5話
原子力発電所の所長。キャサリン・ウィーバー（T-1001）に殺害される。
ブラッドバリー
演 - Tommy Redmond Hicks、日本語吹替 -
登場：セカンド・シーズン第2話
オートマイトシステムズ社の社員。記者たちの前で、国内6か所の原子力発電所とオートマイトシステムズ社が事業提携を結んだと発表。正体はキャサリン・ウィーバー（T-1001）が変装した人物。
リリアン
演 - デブラ・ウィルソン、日本語吹替 -
登場：セカンド・シーズン第2話
原子力発電所の職員。
ブルーム
演 - Obren Milanovic、日本語吹替 -
登場：セカンド・シーズン第2話
原子力発電所の職員。
スタン・コリンズ
演 - Cory Tucker、日本語吹替 -
登場：セカンド・シーズン第2話
セキュリティ。キャメロンにビリヤードのやり方を教える。
ジョディ
演 - リー・パイプス、日本語吹替 -
登場：セカンド・シーズン第4話・第7話
チップがおかしくなり、自分はアリソン・ヤングだと思い込んでいるキャメロンが拘置所で出会った女。キャメロンと一緒に行動していたが、終盤でキャメロンに首を片手で掴み持ち上げられ殺されそうになる。セカンド・シーズン第7話ではキャメロンを探しているクロマティと行動を共にする。
トレバー
演 - ジョン・ウエルタス、日本語吹替 -
登場：セカンド・シーズン第4話
ケイシー・コービンの恋人。ロサンゼルス市警察の刑事。
リタ
演 - ジリアン・アルメナンテ、日本語吹替 -
登場：セカンド・シーズン第4話・第7話
「ユッカの施設」のカウンセラー。
クレア・ヤング
演 - ジェシカ・マキンソン、日本語吹替 -
登場：セカンド・シーズン第4話
アリソンの母。音楽教師。チップがおかしくなり、自分はアリソンだと思い込んでいるキャメロンが電話してくる。2007年時点でクレアは妊娠中でアリソンはまだ産まれていない。
ヘルムート
演 - Jeff Leaf、日本語吹替 -
登場：セカンド・シーズン第4話
ジョディにパソコンを勝手に売られた男。
マーティン・ベデル
演 - ビリー・アンガー、日本語吹替 -
登場：セカンド・シーズン第5話
人類抵抗軍のマーティン・ベデルと同姓同名の少年。未来から来たT-888に殺される寸前、サラに助けられキャメロンの運転する車で脱出する。
ホッブス
演 - ボー・ビリングスリー、日本語吹替 - 福田信昭
登場：セカンド・シーズン第5話
「P・アルト 陸軍幼年学校」の教官。
パイル
演 - Rene Heger、日本語吹替 -
登場：セカンド・シーズン第5話
「P・アルト 陸軍幼年学校」の学生。
マーティン・ベデル
演 - David Cheaney、日本語吹替 -
登場：セカンド・シーズン第5話
人類抵抗軍のマーティン・ベデルと同姓同名の市民。未来から来たT-888に殺される。
ボイド・シャーマン
演 - ドリアン・ヘアウッド、日本語吹替 -
登場：セカンド・シーズン第6話・第9話・第10話
未来から来た人類抵抗軍の兵士が、サラの家の地下室の壁に書いた血の文字にあった名前の人物。セラピスト。キャサリン・ウィーバーの依頼でジョン・ヘンリーの教育を依頼されるが、ビル全体の電源喪失時にジョン・ヘンリーへの電源供給が優先されたため空調が止まり熱死してしまう。
モイシェ
演 - Andrew Ableson、日本語吹替 -
登場：セカンド・シーズン第7話
宝石商。デレクとジェシーの知り合い。トリスタンからサラの家で盗んだダイヤを買う。
カプラン
演 - Scott Vance、日本語吹替 -
登場：セカンド・シーズン第7話
刑事。ピーター・マイヤーズ殺害容疑で逮捕されたジェームズ・エリソンを取り調べる。
バルド
演 - グレン・ターラント、日本語吹替 -
登場：セカンド・シーズン第7話
ピーター・マイヤーズを殺害したジェームズ・エリソンを目撃した男。バルドの見たエリソンは本物ではなく、未来から来たエリソンの姿をしたターミネーター。
ウォルター・オストロウスキー
演 - Cornell Womack、日本語吹替 -
登場：セカンド・シーズン第7話
医師。モイシェから借金をしている。
ホリー
演 - Charlene Lovings、日本語吹替 -
登場：セカンド・シーズン第7話
オストロウスキーが勤務する病院の受付。
トリスタン・ドゥウィット
演 - ジョー・ハースリー、日本語吹替 -
登場：セカンド・シーズン第7話
ビデオ店のアルバイト店員。34歳。サラたちの家に侵入、窃盗した4人組の一人。ライリーが遊びに来て帰る際、警報機のスイッチを入れ忘れたため侵入できた。
バンナイズのボウリング場「エイリアン・レーンズ」でサラに盗んだ物を返せと言われるが、誤魔化すとキャメロンに銃を向けられる。盗んだ物を返した後、住所を知られたことを理由にキャメロンに射殺される。
フィル・ドゥウィット
演 - James Gleason、日本語吹替 -
登場：セカンド・シーズン第7話
トリスタンの父。
ドナ・ドゥウィット
演 - Jeanette O'Connor、日本語吹替 -
登場：セカンド・シーズン第7話
トリスタンの母。
デイブ
演 - Danny Martinez、日本語吹替 -
登場：セカンド・シーズン第7話
トリスタンとともにサラたちの家に住居侵入した4人組の一人。そのとき盗んだキャメロンのジャケットを着ている。ボウリング場でジャケットを返した後、キャメロンに射殺される。
ニコラス
演 - Ronnie Connell、日本語吹替 -
登場：セカンド・シーズン第7話
トリスタンとともにサラたちの家に住居侵入した4人組の一人。ボウリング場で仲間3人がキャメロンに射殺される。トイレにいたニコラスはサラに見つかるが見逃される。その後、ボウリング場に来たクロマティに問い詰められ、サラたちの自宅を教えてしまう。
マニー
演 - Alex Castillo、日本語吹替 -
登場：セカンド・シーズン第8話
メキシコ警察。メキシコの食堂で問題を起こしたジョンとライリーを逮捕する。その後、ジョンを追ってきたクロマティに銃撃される。
リベラ
演 - Danny Parker-Lopes、日本語吹替 -
登場：セカンド・シーズン第8話
メキシコ警察。メキシコの食堂で問題を起こしたジョンとライリーを逮捕する。牢屋に入れられたジョンとライリーを見張る。
アレックス・アカギ
演 - エリック・ステインバーグ、日本語吹替 -
登場：セカンド・シーズン第10話
ダカラシステムズ社社長であり日系アメリカ人。この会社はサラの家の地下室の壁に血で描かれた『3つの点』と似たロゴマークであったためサラの捜索対象となった。偽物の超高性能CPUの取引をミナモトを利用して行ったことがばれてサラに殴られ脅される。
ザンダー・アカギ
演 - エディー・シン、日本語吹替 -
登場：セカンド・シーズン第10話
アレックスの息子。AIソフトウェアの開発を目指すが、ミナモトから手に入れた超高性能CPU（40ナノメートルオーダー、数字が小さいほど高性能が期待できる）が偽物であることに気づき落胆する。
ミナモト
演 - TJ Kayama、日本語吹替 -
登場：セカンド・シーズン第10話
プロトタイプのチップの持ち主。実はアレックスに雇われた役者。
ジーナ
演 - Savannah Jayde、日本語吹替 -
登場：セカンド・シーズン第10話
アーロン家にライリーとともに同居している里子。
アーロン
演 - Gregg Perrie、日本語吹替 -
登場：セカンド・シーズン第10話・第17話・第18話
ライリーの里親。
バイロン
演 - ディラン・キャッシュ、日本語吹替 -
登場：セカンド・シーズン第10話
アーロン家にライリーとともに同居している里子。
ケイ
演 - Karen-Eileen Gordon、日本語吹替 -
登場：セカンド・シーズン第10話
ライリーの里親。
エリック
演 - ビリー・ラッシュ、日本語吹替 -
登場：セカンド・シーズン第11話
図書館の夜勤。ユーイング肉腫の手術をして車椅子に乗っている。いつも閉館後に図書館を訪れるキャメロンを入れてあげる。キャメロンがマイロン・スタークに興味を持ったので一緒に調べる。終盤にキャメロンから2週間前に比べ体重が減り、癌が再発して、腕の長骨と肺に転移していることを告げられる。
マイク・シルバー
演 - Oren Dayan、日本語吹替 -
登場：セカンド・シーズン第11話
ライリーが参加しているホームパーティの開催者。ジョンの同級生。
ゲイル・シルバー
演 - Yolanda Lloyd Delgado、日本語吹替 -
登場：セカンド・シーズン第11話
マイクの母。
ルドルフ・ヴァレンチノ
演 - Branden Morgan、日本語吹替 -
登場：セカンド・シーズン第11話
サイレント映画俳優。
ルパート・チャンドラー
演 - ティム・モンション、日本語吹替 -
登場：セカンド・シーズン第11話
1920年代のサンフェルナンド・バレーの不動産王。マイロン・スタークと張り合った結果、1925年に会社が倒産する。
フレッド・ジェファーズ
演 - Lou George、日本語吹替 -
登場：セカンド・シーズン第11話
ルパートの右腕だったが1925年に失踪する。実はマイロン・スタークに車ごと渓谷に落とされ殺されていた。
トム・ジェイコブス
演 - Justin Alston、日本語吹替 -
登場：セカンド・シーズン第11話
1925年に失踪したフレッド・ジェファーズを、失踪から60年後の1985年に渓谷で発見した男。
ルビー
演 - ジョディ・ヤレス / Mary Alexandra Stiefvater（若き日）、日本語吹替 -
登場：セカンド・シーズン第11話
1920年12月31日のバー火災の生き残り。
ウィル・チャンドラー
演 - Eric Callero、日本語吹替 -
登場：セカンド・シーズン第11話
ルパートの息子。1920年12月31日のバー火災で死亡。
マーク・ワイマン
演 - Ray Laska、日本語吹替 -
登場：セカンド・シーズン第11話
州知事。2010年12月31日に行う予定の「ピコ・タワー」リニューアル式典のゲストスピーカー。
デビッド・フィールズ
演 - カルロス・ジャコット、日本語吹替 -
登場：セカンド・シーズン第12話
フィールズ一家の家長、銀行員。ターミネーターの襲撃を受ける。
アン・フィールズ
演 - レベッカ・クレスコフ、日本語吹替 -
登場：セカンド・シーズン第12話
デビッドの妻。ターミネーターの襲撃を受ける。ターミネーターに重傷を負わせられた際にはお腹に胎児を宿しており、デレクと実娘ローレンの手により出産を終える。この先、未来戦争のカギとなる我が子「シドニー」に未来を託し力尽きる。
ローレン・フィールズ
演 - Samantha Krutzfeldt、日本語吹替 -
登場：セカンド・シーズン第12話
デビッドとアンの娘。ターミネーターの襲撃を受ける。
ロジャー・シェーファー
演 - Johnny Sneed、日本語吹替 -
登場：セカンド・シーズン第12話
アンの不倫相手。ターミネーターと誤認したキャメロンによって殺害される。
シドニー・フィールズ
演 - ヘイリー・ハドソン、日本語吹替 -
登場：セカンド・シーズン第12話
アンとロジャーの娘。ローレンの妹。未来戦争でスカイネットがばらまいた細菌兵器の抗体を持っている。
アイリーン
演 - ダイナ・レニー、日本語吹替 -
登場：セカンド・シーズン第13話
ブロガー名は「エイブラハム」。本当は男で女に変装している。本名は「アラン・パーク」。カリバグループの刺客により殺害された。
バーバラ・モリス
演 - マイケル・ハイアット、日本語吹替 -
登場：セカンド・シーズン第13話
催眠療法士。カリバグループの刺客により殺害された。
ピート
演 - バリー・リヴィングストン、日本語吹替 -
登場：セカンド・シーズン第13話
UFO研究家。
エド・ウィンストン
演 - ネッド・ベラミー、日本語吹替 -
登場：セカンド・シーズン第13話・第15話・第16話
デザート・キャニオン空調システムの警備員。セカンド・シーズン第13話でサラに撃ち殺されたと思われていたが、その後、病院に入れられ助けられていた（セカンド・シーズン第16話）。
フェリシア・バーネット
演 - ローラ・レーガン、日本語吹替 -
登場：セカンド・シーズン第14話
医師。
アルバン・マッキンリー
演 - コナー・トリニア、日本語吹替 -
登場：セカンド・シーズン第14話
保安官。
ハリソン
演 - ジェイミソン・ジョーンズ、日本語吹替 -
登場：セカンド・シーズン第14話
警備。
シモンズ
演 - チャド・リンドバーグ、日本語吹替 -
登場：セカンド・シーズン第14話
副保安官。
ジョージ・マッカーシー
演 - ジョン・パイパー＝ファーガソン、日本語吹替 -
登場：セカンド・シーズン第15話
デザート・キャニオン空調システムの従業員。
ゾーイ・マッカーシー
演 - アラナ・マスターソン、日本語吹替 -
登場：セカンド・シーズン第15話
ジョージとステラの娘。
ヘンリー・ダグラスJr.
演 - アダム・ワイリー、日本語吹替 -
登場：セカンド・シーズン第15話
ゾーイの彼氏の立候補者。
ダイアン・ウィンストン
演 - Cyd Strittmatter、日本語吹替 -
登場：セカンド・シーズン第15話
エドの妻。
ステラ・マッカーシー
演 - スーザン・フロイド、日本語吹替 -
登場：セカンド・シーズン第15話
ジョージの妻。
ホブソン
演 - ジュリー・アン・エメリー、日本語吹替 -
登場：セカンド・シーズン第16話
スリープクリニックの看護師。スリープクリニックの地下で患者の脳波を計測しデータを集めていた。目的や正体は不明だがターミネーターである描写があるが、実はサラが見ている夢の中の人物なので実在しない。
デイナ
演 - ミシェル・アーサー、日本語吹替 -
登場：セカンド・シーズン第16話
スリープクリニックのサラと同部屋の患者。実はサラが見ている夢の中の人物なので実在しない。
ヘクター
演 - マニー・モンタナ、日本語吹替 -
登場：セカンド・シーズン第16話
スリープクリニックの掃除の男性。コヨーテのタトゥーがある。実はサラが見ている夢の中の人物なので実在しない。
コ・サミュエルズ
演 - アレックス・カーター、日本語吹替 -
登場：セカンド・シーズン第17話
弁護士。
モリー・マロイ
演 - アリソン・マーティン、日本語吹替 -
登場：セカンド・シーズン第17話
児童家庭局。
デイビー
演 - Stephen DiCenzo、日本語吹替 -
登場：セカンド・シーズン第17話
バーの客。
リック
演 - Drew Rausch、日本語吹替 -
登場：セカンド・シーズン第18話
海軍のパイロット。
マルティネス
演 - ジーナ・ガレゴ、日本語吹替 -
登場：セカンド・シーズン第20話
医師。
クレイトン
演 - ラリー・セダー、日本語吹替 -
登場：セカンド・シーズン第21話
刑事。
デビー
演 - Austin Highsmith、日本語吹替 -
登場：セカンド・シーズン第21話
サバンナのベビーシッター。T-888に殺害される。
オルドリッチ
演 - ジョシュア・マリーナ、日本語吹替 -
登場：セカンド・シーズン第22話
刑事。

## スタッフ
- 製作総指揮 - マリオ・F・カサール、ジョシュ・フリードマン、ジョン・ワース、アンドリュー・G・ヴァイナ
- 音楽 - ベアー・マクレアリー

## 製作
アメリカではFOX系列でファースト・シーズンは2008年1月より全9話が放送され、同8月にDVDとBlu-rayが発売された。
セカンド・シーズンは2008年9月から2009年4月まで全22話が放送され、同9月にDVDとBlu-rayが発売された。その後、全31話がSyfy局で2011年4月より放送されることが決定した。
日本では、2009年6月17日からスーパー!ドラマTVで、同年10月17日からはフジテレビが土曜ドラマ枠で放映を開始した。なお、フジテレビ・土曜ドラマ枠では、CMを除くと本編が実質36分程度であるため、一話につき10分ほどカットされての放映となった。日本でのDVDの発売は、ファースト・シーズンが2009年1月、セカンド・シーズンが同年6月。ファースト・シーズンは1週目の売上が約4.1万枚で、ドラマ部門での初動売上で歴代1位を記録した。2012年12月5日からはフジテレビ放映版がKBS京都の1時間海外ドラマ枠で放映。2012年7月30日からHTB北海道テレビの深夜枠で2013年9月1日 (2:40 - 3:35) まで放映。2013年4月2日よりTVQ九州放送の深夜枠（月曜深夜1時）にて放映。

## 作品解説
本作は「2007年-2008年全米脚本家組合ストライキの恩恵を最大限に受けたドラマ」と評される。FOX系列の2008年1月の目玉ドラマは『24 -TWENTY FOUR- シーズン7』と本作であったが、ストの影響で『24』が放送延期となったことから、FOXは『24』のための宣伝枠を使って本作をバックアップした。また、映画のプレミアを行う劇場でイベントを開催するなど、映画並みの一大プロモーションを展開した。こういった宣伝の効果もあり、2夜連続放送のどちらとも高い視聴者数をマークした。
2008年はちょうど、第42回スーパーボウルの中継担当がFOX系列だったこともあり、プレイのスロー再生の前後などに、ターミネーターのCGを重ねるなどして本作を後押しした。
ファースト・シーズンでは平均1100万人の視聴者を獲得する好成績を残したものの、セカンド・シーズンでは放送曜日が月曜日から金曜日に変更されたこともあって視聴者数が500万人前後まで低下したため、同シーズン終了後に打ち切られ、未完のまま多くの謎が残って終了となった。

## エピソードリスト
フジテレビ・土曜ドラマ枠での放映時は邦題サブタイトルがない。代わりに新聞のテレビ番組欄等には、あらすじ的な長々とした独自のサブタイトルが掲載される。また、フジテレビ・土曜ドラマ枠での放送は、全31話中、3話分カットされ28話放送となったほか、CMを入れる為に止むを得なく本編約47分のうち約7分がカットされ50分の放送枠に詰め込まれた。その為に比較的重要な人物（チャーリー他）のセリフがカットされ物語が非常にわかりにくくなる（登場人物が命を落としてまでの行動の理由）など無理が出た。カットされた3話の内ひとつにはデレクとジェシーの馴れ初めも含まれる。CMで成り立っている地上波放送では通例で著作同一権の侵害にもあたらない。

### ファースト・シーズン
| 各話 | 邦題                | 原題               | 放送日 （米国） | 放送日 （スーパー!ドラマTV） | 放送日 （フジテレビ） | 視聴率 （フジテレビ） |
| --- | ------------------- | ------------------ | --------------- | ---------------------------- | --------------------- | --------------------- |
| 1 | 序章                | Pilot              | 2008年1月13日   | 2009年6月17日                | 2009年10月17日        | 9.8%                  |
| ターミネーター2の出来事の後の1999年、サラ・コナーと息子のジョン・コナーは警察とFBIに追われる身である。シリーズは、サラとジョンがニューメキシコ州の小さな町に引っ越すところから始まる。ターミネーター（クロマティ）がジョンの学校を襲撃し、再プログラムされたキャメロンというターミネーターがサラとジョンを2007年の世界に送り込み、2人はそこでスカイネットと戦う。一方で、FBI捜査官のジェームズ・エリソンは忍耐強くサラの行方を追う。                           |                     |                    |                 |                              |                       |                       |
| 2 | 汝自身を知れ        | Gnothi Seauton     | 2008年1月14日   | 2009年6月24日                | 2009年10月24日        | 5.6%                  |
| 2007年の世界に到来して3日後、キャメロンは同じく未来から送り込まれた4人の抵抗軍兵士から新しいIDをもらうためにサラを連れて行く。4人のうち3人は殺され、1人は行方不明となっていて、キャメロンら2人はまた別のターミネーターと格闘する。サラはIDを得るためにエンリケを訪ねる。ジョンは家に缶詰状態になり苛立つ。サラはキャメロンからガンのため2005年までの命と知らされる。クロマティの残骸が結集し始める。キャメロンの告知に驚いたサラが検査を受けるシーンで終わる。 |                     |                    |                 |                              |                       |                       |
| 3 | ターク              | The Turk           | 2008年1月21日   | 2009年7月1日                 | 2009年10月31日        | 7.7%                  |
| スカイネット創設の兆しを追うサラは、タークというチェスコンピュータを製作している携帯電話の販売員（アンディ）と接触する。ジョンとキャメロンは通っている高校で目立たないように苦心するが、ジョンが少女の自殺を防ごうとしたため困難であると気付く。クロマティは生体組織による偽装を追求し、エリソンは前回話での3人の死の謎解決に挑む。 |                     |                    |                 |                              |                       |                       |
| 4 | ヘヴィメタル        | Heavy Metal        | 2008年2月4日    | 2009年7月8日                 | 2009年11月7日         | 9.7%                  |
| 盗まれた積荷を追跡する際に、ジョンはサラと離れ離れとなり、自分が到来した時代では危険が増していることを知る。 |                     |                    |                 |                              |                       |                       |
| 5 | チェス大会          | Queen's Gambit     | 2008年2月11日   | 2009年7月15日                | 2009年11月14日        | 8.4%                  |
| サラの友人となったアンディがチェスプログラムの原型を大会に出場させようとすると、サラはそのコンピュータの行く末を案じ、自らを尾行する男と対峙する。キャメロンはカウンセリングに呼ばれる。ジョンは車の授業で友人を作る。クロマティはFBI捜査官ケスターを名乗り、エリソンはターミネーターの腕を発見する。 |                     |                    |                 |                              |                       |                       |
| 6 | ダンジョン&ドラゴン | Dungeons & Dragons | 2008年2月18日   | 2009年7月22日                | 2009年11月21日        | 6.6%                  |
| デレク・リースは手当てを受ける間、未来での生活や彼の身に起きたマシンとの戦いをフラッシュバックする。一方、サラは思わずチャーリーに対し過去の出来事を説明する。 |                     |                    |                 |                              |                       |                       |
| 7 | 神の手              | The Demon Hand     | 2008年2月25日   | 2009年7月29日                | 2009年11月28日        | 7.5%                  |
| サラはエリソンの家に侵入し、T-888の行方不明の腕を探す。そこで彼女は精神病院入院中の書類・カルテやビデオを発見する。ジョンは母の逃走の動機を知る。カルテを元にエリソンは精神科医のシルバーマンを訪ねると、サラの入院生活を悲惨なものにしていた彼は最後の審判の日を信じ改心している。一方、キャメロンはディミートリの妹のバレースクールに入る。ディミートリの行方を探し、タークの持ち主を見つけるためである。                                                    |                     |                    |                 |                              |                       |                       |
| 8 | チップの記憶        | Vick's Chip        | 2008年3月3日    | 2009年8月5日                 | 2009年12月5日         | 7.5%                  |
| デレクがキャメロンの不審な行動をいぶかしむと、ジョンとデレクは対立する。一方、サラはタークを奪取しようとする。サラ、ジョン、キャメロン、それにデレクはスカイネットの監視ネットワークをつぶそうと協働する。 |                     |                    |                 |                              |                       |                       |
| 9 | 誕生日              | What He Beheld     | 2008年3月3日    | 2009年8月12日                | 2009年12月12日        | 6.6%                  |
| タークを巡っての交渉は謎の事業家の出現により困難さを増す。エリソンは人質救出チームとともにケスター捜査官を騙るクロマティを捕まえようとする。デレクはジョンの誕生日に彼を公園に連れ出し、そこで彼らはまだ若い兄弟、デレク自身とカイル・リース（ジョンの父）を目にする。シーズンを終えるにあたり、キャメロンの運命は不明のままである。 |                     |                    |                 |                              |                       |                       |

### セカンド・シーズン
| 各話 | 邦題                 | 原題                                       | 放送日 （米国） | 放送日 （スーパー!ドラマTV） | 放送日 （フジテレビ） | 視聴率 （フジテレビ） |
| --- | -------------------- | ------------------------------------------ | --------------- | ---------------------------- | --------------------- | --------------------- |
| 1（10） | ジョン抹殺           | Samson and Delilah                         | 2008年9月8日    | 2009年10月21日               | 2009年12月19日        | 7.3%                  |
| サーキシアンの襲撃によりキャメロンのチップが破壊され、サラ一家はこの余波に対処する。デレクはチャーリーと協力し合う。ゼイラ社社長のキャサリン・ウィーバーが登場。クロマティはエリソンを訪ね、彼を殺さず泳がせている理由を明かす。 |                      |                                            |                 |                              |                       |                       |
| 2（11） | 原子力発電所         | Automatic for the People                   | 2008年9月15日   | 2009年10月28日               | 2010年1月9日          | 8.4%                  |
| 重傷を負った抵抗軍兵士が伝えた言葉により、サラ、デレク、キャメロンは未来において決定的な意味を持つかもしれない原子力発電所の調査に向かう。ジョンは新しい学校でライリーに出会うとすぐに親しくなる。一方、キャサリン・ウィーバーは自身の計画を進める。家に戻ると、サラたちは件の抵抗軍兵士が残した死に際のメッセージ（何らかの形でスカイネットにつながる名前と場所のリスト）を発見する。 |                      |                                            |                 |                              |                       |                       |
| 3（12） | マウストラップ       | The Mousetrap                              | 2008年9月22日   | 2009年11月4日                | 2010年1月16日         | 6.5%                  |
| クロマティがサラをおびき寄せようとチャーリーの妻を誘拐する。サラとデレクは救出を試みるが、誘拐が罠だと気付いたときには遅かった。一方、ジョンはキャメロンとライリーとの間で板挟みになる。 |                      |                                            |                 |                              |                       |                       |
| 4（13） | アリソン             | Allison from Palmdale                      | 2008年9月29日   | 2009年11月11日               | 2010年1月23日         | 6.6%                  |
| キャメロンは、マシンとしての記憶を一時的に喪失した際に、故障が継続し、自らのモデルとなった抵抗軍兵士のかすかな記憶を回復する。エリソンはキャサリン・ウィーバーに関する情報をつかみ、彼女の勧誘を受けることにする。 |                      |                                            |                 |                              |                       |                       |
| 5（14） | 永久に別れを         | Goodbye to All That                        | 2008年10月6日   | 2009年11月18日               | 2010年1月30日         | 7.1%                  |
| ジョンとデレクは、T-888の攻撃対象となった（未来のジョン・コナーを収容所からの脱出に成功させた）若き士官学生時代の抵抗軍兵士を守るために男子士官学校に潜入する。一方、サラは士官学生と同姓同名という理由でT-888に狙われ間一髪で救った少年の面倒を見る。ウィーバーはエリソンに最初の仕事をさせる。 |                      |                                            |                 |                              |                       |                       |
| 6（15） | 時は得難く失い易し   | The Tower Is Tall But The Fall Is Short    | 2008年10月20日  | 2009年11月25日               | 2010年2月6日          | 4.9%                  |
| ウィーバーの写真撮影に居合わせたサバンナ（本物のキャサリン・ウィーバーの娘）の粗相により、T-1001であるウィーバーは体面に傷がつく。子どもを育てる知識に欠けるT-1001は心理学的な支援を求める。一方、サラ、ジョン、キャメロンも（抵抗軍兵士の遺したメッセージに名前があった）同じ精神分析医のもとを訪れ患者のふりをして盗聴器を仕掛けコンピューターの患者リストを盗むがスカイネットとのつながりは判明しない。一方、デレクは元恋人であり戦闘中に行方不明となったジェシーと再会し動揺する。キャメロンは精神分析医のところに来た女性型ターミネーターを破壊するがチップは自動的に焼失するよう改良されていた（キャメロンのセリフで「チップにアクセスしたらこうなった」とあるが、これは直訳的で正しくは修理や分解する時に使われる意味としてチップを抜いただけということを意味する）。デレクはサラに「ジョンは母親が人を殺すところを見てしまったことで傷ついている」と言っていたが、実は逆に初めてジョンが人を殺めたことにサラは苦悩していた。 |                      |                                            |                 |                              |                       |                       |
| 7（16） | ナブルスの兄弟       | Brothers of Nablus                         | 2008年11月3日   | 2009年12月2日                | 2010年2月13日         | 5.7%                  |
| サラ、デレク、キャメロンは侵入盗を追い、クロマティはジョンを追い回す。エリソンは家にいるところを、自らに成り代わろうとしたターミネーターに襲われるが、意外にもクロマティに命を救われる。 |                      |                                            |                 |                              |                       |                       |
| 8（17） | 銃撃戦               | Mr Ferguson is Ill Today                   | 2008年11月10日  | 2009年12月9日                | 2010年2月20日         | 6.8%                  |
| ジョンはライリーを連れメキシコに旅行するが、バーでの喧嘩により留置場に入れられる。クロマティはサラを利用してジョンを探すが、エリソンが駆けつける。サラ、デレク、キャメロンはエリソンにも助けられクロマティを葬り去る。 |                      |                                            |                 |                              |                       |                       |
| 9（18） | フィッシャー         | Complications                              | 2008年11月17日  | 2009年12月16日               | 2010年2月27日         | 6.7%                  |
| クロマティとの遭遇戦によるストレスがサラをむしばみ、悪夢にうなされ夢遊状態に陥る。サラは夢を解き明かすためにまたシャーマン医師を訪ねる。ジョンとキャメロンはメキシコに戻り、埋めたクロマティを探すが、何者かが持ち去っていた。ジェシーはデレクを拷問したとされる、未来から来たスカイネットの協力者を捕らえるが、デレクにはその男の記憶がない。このことによりデレクは、現在における自分の行動が未来を変え始めたのかも知れないと思うようになる。 |                      |                                            |                 |                              |                       |                       |
| 10（19） | 3つの点              | Strange Things Happen at the One Two Point | 2008年11月24日  | 2009年12月23日               | 2010年3月6日          | 8.3%                  |
| サラの3点シンボルに対する執着により、タークを所有しているかも知れない会社に行き着くが、けっきょく行き詰まる。一方、ジェシーはサラ一家に対する計画において、自らの問題を抱え込む。エリソンはシャーマン医師死亡事故を捜査し、ジョン・ヘンリーのプログラムの恐るべき実態が明るみになる。ライリーは取り乱し、審判の日の記憶を蘇らせる。 |                      |                                            |                 |                              |                       |                       |
| 11（20） | ピコ・タワー         | Self Made Man                              | 2008年12月1日   | 2010年1月6日                 | ―                     |                       |
| キャメロンの夜中の行動の一端が明らかになり、興味を同じくする知り合いと図書館で情報を探す。時をさかのぼりすぎたターミネーターを発見したことにより、キャメロンはタイムラインの枝分かれの可能性を調査する。ジョンとライリーの仲が進展する。過去におけるスカイネットの抹殺対象がカリフォルニア州知事であったと明らかになるが、ターミネーターの起動前にキャメロンがその居場所をつきとめ破壊する。 |                      |                                            |                 |                              |                       |                       |
| 12（21） | フィールズ一家       | Alpine Fields                              | 2008年12月8日   | 2010年1月13日                | ―                     |                       |
| サラ、キャメロン、デレクは、リストアップされていた家族をT-888から救う。デレクはその家族の母親のまだお腹の中にいる子どもが未来において重要な役割を果たすことを思い起こす。デレクとジェシーのなれそめが詳らかになる。 |                      |                                            |                 |                              |                       |                       |
| 13（22） | エイブラハムのブログ | Earthlings Welcome Here                    | 2008年12月15日  | 2010年1月20日                | 2010年3月13日         | 5.4%                  |
| サラはUFOの集まりに顔を出し、3点シンボルに関係するブロガーを見つけ出す。ライリーはジョンとさらに親密となり、キャメロンと対立する。ジェシーとライリーの関係が詳しく解き明かされる。エリソンはジョン・ヘンリーに命の尊さを教えようとする。サラは調査が完成に近づくところを警備員に見つかり、銃撃された後に格闘する。 |                      |                                            |                 |                              |                       |                       |
| 14（23） | 大いなる存在         | The Good Wound                             | 2009年2月13日   | 2010年1月27日                | 2010年3月20日         | 5.1%                  |
| 負傷したサラはジョンの亡き父親、カイル・リースの幻影に導かれる。ライリーはサラの家で手首を切り、ジョンとキャメロンはライリーに付き添って病院に釘付けとなる。一方、ジョン・ヘンリーは自分の構成部品の由来やエリソン、さらにはウィーバーの会社のコルトランの取り引きをネット検索し、それぞれ真実を知る。これにより大量の犠牲者が出る。 |                      |                                            |                 |                              |                       |                       |
| 15（24） | 出現                 | Desert Cantos                              | 2009年2月20日   | 2010年2月3日                 | 2010年3月27日         | 6.2%                  |
| サラ、ジョン、キャメロン、デレクは近くの不可解な倉庫爆発に絡む企業城下町を調査する。一方、ウィーバーは生存者がいないか探すために部下を送り込む。 |                      |                                            |                 |                              |                       |                       |
| 16（25） | ドリームキャッチャー | Some Must Watch While Some Must Sleep      | 2009年2月27日   | 2010年2月10日                | ―                     |                       |
| 倉庫で殺した警備員の悪夢にうなされ、サラは睡眠外来を訪れる。不可解な出来事が生じ始め、サラはスカイネットがその施設を利用して思考盗聴に使っているのではないかと不信感を抱く。症状が悪化するにつれ、サラは夢での世界が実は現実なのではないかと疑う。 |                      |                                            |                 |                              |                       |                       |
| 17（26） | それぞれの思い       | Ourselves Alone                            | 2009年3月6日    | 2010年2月17日                | 2010年4月3日          | 4.3%                  |
| キャメロンは制御できない動きに襲われ、ジョンとともに潜在的な故障がないかを疑う。また、ジョンを裏切ることがないと信用されるかについても自信を失うが、ジョンはそれよりもキャメロンがライリーのことを注目を集めすぎだとして殺すのではないかと心配する。一方、ライリーは、ジェシーがキャメロンを使って自分を殺そうとしている裏切りに気付き、ジェシーと対峙する。 |                      |                                            |                 |                              |                       |                       |
| 18（27） | 疑惑                 | Today is the Day (Part 1)                  | 2009年3月13日   | 2010年2月24日                | 2010年4月10日         | 6.4%                  |
| ジェシーはフラッシュバックにおいて、潜水艦ジミー・カーターでの運命の航海を思い返す。潜水艦はプログラムし直されたターミネーターが操縦していたが、ジョン・カーターの指令で海底油田から正体不明のボックスを回収するとして許可を得ずに進路を変える。現代ではサラがライリーの死を知り、キャメロンのせいにするが、ジョンは確信を持てない。ジョン・ヘンリーは監視を逃れてゼイラ社屋にてサバンナと隠れんぼで遊び、エリソンはジョン・ヘンリーに倫理観を教え込む。ジョンは遺体安置所を訪れライリーに別れを告げ、遺体に残された防御創に気付く。 |                      |                                            |                 |                              |                       |                       |
| 19（28） | 運命の時             | Today is the Day (Part 2)                  | 2009年3月20日   | 2010年3月3日                 | 2010年4月17日         | 6.3%                  |
| ジェシーの潜水艦での任務は、ボックスが開けられると犠牲者を生み、T-1001の謎とジェシーのマシンに対する考えの決定的変化が明らかにされる。サラとキャメロンはジョンについて語り、ジョンはジェシーを問い詰め、数週間にわたり監視していたことを明かす。ジョンは姿を消すようにジェシーに伝えて立ち去るが、駐車場でジェシーはデレクに見つかる。デレクは狙いを定めて発砲する。ジョンは家に戻り、サラの腕の中で泣き崩れる。 |                      |                                            |                 |                              |                       |                       |
| 20（29） | 燈台                 | To The Lighthouse                          | 2009年3月27日   | 2010年3月10日                | 2010年4月24日         | 4.5%                  |
| 余命を悟ったサラは、ジョンを彼女が信頼を寄せる唯一の人物（チャーリー）の居る隠れ家に連れて行く。キャメロンとデレクは、キャメロンの重大な秘密が明らかになり協力関係に亀裂が生じる。ウィーバーのこれまでの努力はジョン・ヘンリーが変調をきたし、危機に瀕する。 |                      |                                            |                 |                              |                       |                       |
| 21（30） | 救出                 | Adam Raised a Cain                         | 2009年4月3日    | 2010年3月17日                | 2010年5月1日          | 6.1%                  |
| ジョンはサバンナがスカイネット最大の標的であると結論し、ターミネーターの攻撃からすんでのところで助け出す。しかし、その際にデレクが殺される。ジョン・ヘンリーはサラ一家の生存を知り、そのことをエリソンが知っていることまで把握する。エリソンはサラと落ち合い、サラは彼にサバンナを託す。そこへ警察が現れサラを拘束する。ジョンとキャメロンは逃走する。 |                      |                                            |                 |                              |                       |                       |
| 22（31） | 終わりなき旅         | Born to Run                                | 2009年4月10日   | 2010年3月24日                | 2010年5月8日          | 6.8%                  |
| サラはFBIの尋問を受けるが、キャメロンが拘置施設から救出し、ジョンとともにゼイラ社のウィーバーの元に連れて行く。その過程で警察の反撃をうけ、キャメロンは大きく損傷する。その場の全員が窓の外から飛来したドローンの攻撃を受け、地下に逃げ込む。地下ではキャメロンが自分の頭のチップ抜いてをジョン・ヘンリーに渡して機能停止する。そのジョン・ヘンリーは未来に飛んだことを知る。ジョン・ヘンリーとキャメロンのチップを追って未来に向かったジョンは、未来のデレク、カイル・リースとともにアリソン・ヤング（キャメロンのモデル）に出会う。しかし、その中にジョン・コナーの名前を知る者は誰もいなかったのであった。そこでこの物語は終わる。 |                      |                                            |                 |                              |                       |                       |

## リリース（DVD・Blu-ray・CD）

### DVD

#### ファースト・シーズン（DVD）
- 2009年1月7日 ターミネーター:サラ・コナー クロニクルズ vol.1（第1話・第2話 収録）
- 2009年1月21日 ターミネーター:サラ・コナー クロニクルズ コレクターズ・ボックス （4枚組 第3話 - 第9話 収録）
- 2009年11月18日 ターミネーター:サラ・コナー クロニクルズ ＜ファースト＞ （5枚組 第1話 - 第9話 収録）

#### セカンド・シーズン（DVD）
- 2009年6月10日 ターミネーター:サラ・コナー クロニクルズ vol.1（第1話 - 第3話 収録）
- 2009年6月24日 ターミネーター:サラ・コナー クロニクルズ コレクターズ・ボックス1（5枚組 第4話 - 第13話 収録)
- 2009年9月30日 ターミネーター:サラ・コナー クロニクルズ コレクターズ・ボックス2（5枚組 第14話 - 第22話 収録）

### Blu-ray

#### ファースト・シーズン（Blu-ray）
- 2009年1月21日 ターミネーター:サラ・コナー クロニクルズ コレクターズ・ボックス（3枚組 第1話 - 第9話 収録）
- 2012年12月5日 ターミネーター:サラ・コナー クロニクルズ コンプリート・セット（3枚組 第1話 - 第9話 収録）

#### セカンド・シーズン（Blu-ray）
- 2009年9月30日 ターミネーター:サラ・コナー クロニクルズ コレクターズ・ボックス（5枚組 第1話 - 第22話 収録）
- 2012年12月5日 ターミネーター:サラ・コナー クロニクルズ コンプリート・セット（5枚組 第1話 - 第22話 収録）[17]

### サウンドトラック盤CD
- 2008年12月16日 LLLCD 1081（アメリカ盤1枚組、24曲、64分4秒） - La-La Land Records